# Kita (Malí)
Kita es una comuna o municipio del círculo de Kita de la región de Kayes, en Malí. En abril de 2009 tenía una población censada de 49 043 habitantes. Es una estación del ferrocarril Dakar-Níger.
Se encuentra ubicada al oeste del país y al sureste de la región de Kayes, cerca de la frontera con República de Guinea y la región de Kulikoró.